# Persoonia nutans
Persoonia nutans är en tvåhjärtbladig växtart som beskrevs av Robert Brown. Persoonia nutans ingår i släktet Persoonia och familjen Proteaceae. Inga underarter finns listade i Catalogue of Life.